# Meio-fio

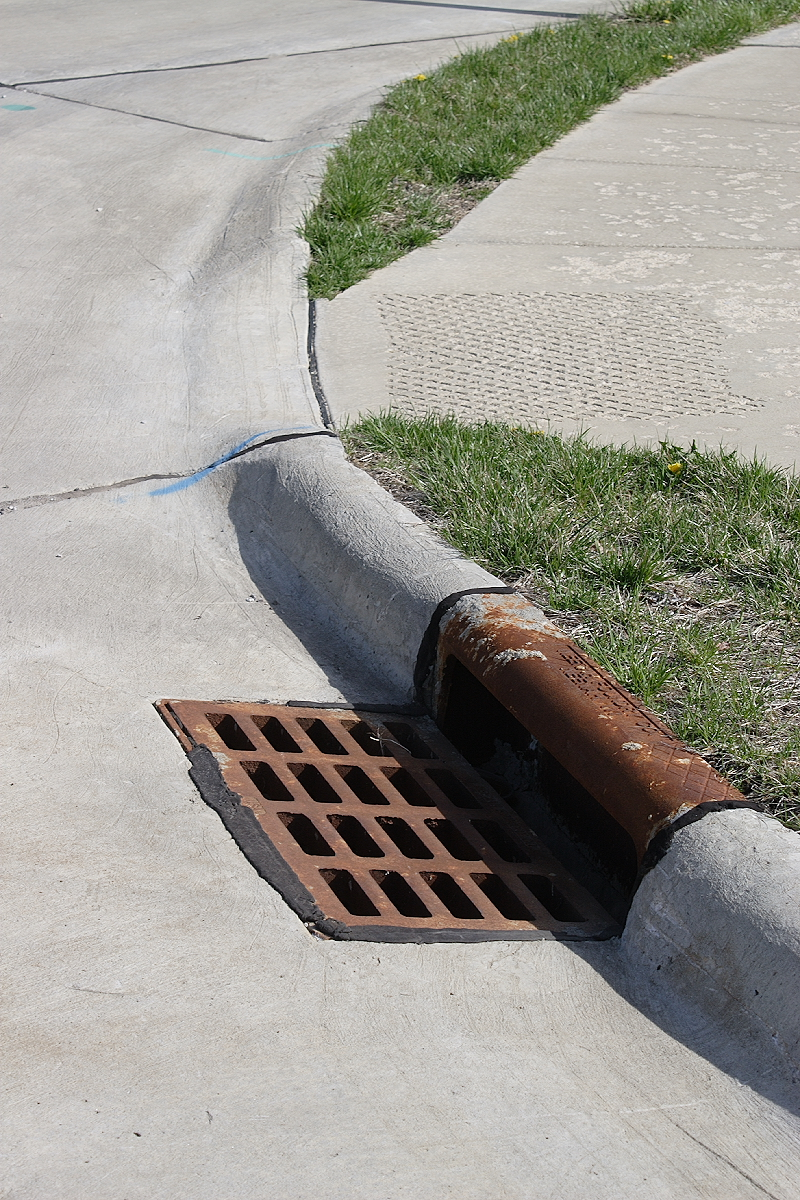
Quatro elementos urbanos: A calçada, o meio-fio, a sarjeta e o bueiro.

Meio-fio (português brasileiro) ou lancil (português europeu) ou guia é a borda de um passeio desnivelado em relação à via, assim como a superfície desnivelada presente no centro de algumas vias.